# أحداث ضائرة للقاح
يُعد الحدث الضائر للقاح (في إيه إي)، الذي يسمى أحيانًا إصابة اللقاح، حدثًا ضائرًا ناتجًا عن التطعيم. تُعرف منظمة الصحة العالمية (دبليو إتش أو) هذه الأحداث على أنها أحداث ضائرة بعد التمنيع (إيه إي إف آي).
قد ترتبط الأحداث الضائرة بعد التمنيع باللقاح نفسه (تفاعلات متعلقة بعيوب الجودة أو المنتج)، أو بعملية التطعيم (تفاعلات متعلقة بالخطأ أو الكرب)، أو تحدث بصورة مستقلة عن التطعيم (صدفة) وتُصنف على أنها:
- تفاعل متعلق بمنتج اللقاح.
- تفاعل متعلق بعيوب جودة اللقاح.
- تفاعل متعلق بخطأ في عملية التمنيع.
- تفاعل متعلق بالقلق في عملية التمنيع.
- صدفة.

إن معظم أحداث اللقاح الضائرة خفيفة الشدة، أما الإصابات الخطيرة والوفيات الناجمة عن اللقاحات نادرة جدًا، إذ وصفت منظمة الصحة العالمية فكرة شيوع الأحداث الشديدة بأنها «مفهوم خاطئ شائع عن التمنيع». إن بعض إصابات اللقاحات المزعومة ليست ناجمة في الواقع عن اللقاحات؛ ينسب دعاة بعض الثقافات الفرعية مثلًا توحد أطفالهم إلى إصابة اللقاح، رغم حقيقة أن اللقاحات لا تسبب التوحد.
ظهرت ادعاءات حول إصابات اللقاح في النزاعات القضائية في الولايات المتحدة خلال الجزء الأخير من القرن العشرين. فازت بعض العائلات بجوائز كبيرة بعد تعاطف هيئات محلفين معها، رغم أن العديد من مسؤولي الصحة العامة قالوا إن مزاعم الإصابات لا أساس لها من الصحة. ردًا على ذلك، أوقف العديد من مصنعي اللقاحات الإنتاج، ما هدد الصحة العامة، إضافةً إلى إقرار قوانين تحمي المصنعين من الالتزامات الناشئة عن ادعاءات إصابات اللقاح.

## الأحداث الضائرة
وفقًا للمراكز الأمريكية لمكافحة الأمراض والوقاية منها، في حين أن «أي لقاح قد يسبب آثارًا جانبية»، فإن معظمها طفيف، بما فيها ألم الذراعين أو الحمى الخفيفة. على عكس معظم التدخلات الطبية، تُعطى اللقاحات للأشخاص الأصحاء، الذين تقترب أهمية آثار اللقاح الجانبية لديهم من أهمية علاج أي أمراض أخرى تصيبهم، وعليه يأخذ المجتمع العلمي سلامة تدخلات التمنيع على محمل الجد، مع مراقبة مستمرة لعدد من مصادر البيانات التي تبحث عن أنماط الأحداث الضائرة.
مع نجاح برامج التمنيع المتزايد وتناقص معدلات وقوع المرض، يتحول انتباه الرأي العام بعيدًا عن مخاطر المرض ويركز أكثر على مخاطر التطعيم. غالبًا ما تتبع المخاوف المتعلقة بسلامة التمنيع نمطًا معينًا. أولاً، يقترح باحثون أن حالة طبية ذات انتشار متزايد أو سبب مجهول ترجع إلى تأثير ضائر للتطعيم. لا تتسم الدراسة الأولية والدراسات اللاحقة التي أجراها هؤلاء الباحثون بالمنهجية الكافية، وعادة ما تضمنت سلسلة حالات سيئة الضبط أو غير مضبوطة. يُعلن عن الآثار الضائرة المزعومة بصورة مبكرة، ومن ثم يتردد صداها بين الأفراد الذين يعانون هذه الحالة ويقللون أهمية الضرر المحتمل لعدم تلقيحهم. لم يعيد أي باحثين آخرين إصدار الدراسة الأولية لاحقًا. أخيرًا، تتطلب استعادة العامة ثقتهم باللقاحات سنوات عدة.
تدور الخلافات في هذا المجال حول مسألة تفوق مخاطر الأحداث الضائرة التالية للتمنيع على فوائد الوقاية من الأمراض المعدية. قد يسبب التمنيع بصورة نادرة آثارًا ضائرة خطيرة، مثل لقاح الجيلاتين ضد الحصبة والنكاف والحصبة الألمانية (إم إم آر) الذي يسبب التأق؛ رد فعل تحسسي شديد. تركز المزاعم خاصة على الاضطرابات التي يُزعم حدوثها بسبب لقاح الحصبة والنكاف والحصبة الألمانية والثيومرسال، مادة حافظة تُستخدم روتينيًا في اللقاحات التي أُعطت للأطفال الرضع في الولايات المتحدة قبل عام 2001. لا تدعم الأدلة العلمية الحالية مزاعم تسبب اللقاحات في حدوث اضطرابات مختلفة.
تعقد الجدل بسبب المفاهيم الخاطئة المرتبطة بتسجيل بعض النشطاء المناهضين للتلقيح الأحداث الضائرة والإبلاغ عنها. وفقًا للسلطات، تبالغ مواقع مكافحة التطعيم مبالغةً كبيرةً في موضوع مخاطر الآثار الضائرة الخطيرة للقاحات وتصف بصورة خاطئة حالات مثل التوحد ومتلازمة الرضيع المهزوز على أنها إصابات لقاح، ما يؤدي إلى ظهور مفاهيم خاطئة حول سلامة اللقاحات وفعاليتها. أدى ذلك إلى وسم مرضى التوحد وآبائهم الذين وافقوا على تمنيعهم بالعار.
يُعدّ لقاح شلل الأطفال الفموي (أو بي في) غير اعتيادي نظرًا إلى احتوائه على فيروس حي موهن يمكن طرحه، ما يؤدي إلى حدوث عدوى ثانوية في المجتمعات غير الملقحة. أُعطي أكثر من 10 مليارات جرعة من لقاح شلل الأطفال الفموي لنحو 3 مليارات طفل في جميع أنحاء العالم منذ عام 2000، وحدثت خلال تلك الفترة 24 فاشية شلل أطفال بسبب اللقاح في 21 دولة، أسفرت عن أقل من 760 حالة. أسهم لقاح شلل الأطفال أيضًا في التفشي الوحيد واسع النطاق للأمراض التي يسببها اللقاح، وذلك في حادثة كاتر. يُحتمل استمرار مرض شلل الأطفال دون اجتثاثه لحين استبدال اللقاح المعطل باللقاح الحي الموهن استبدالًا تامًا.
تفرض العديد من البلدان، بما فيها كندا وألمانيا واليابان والولايات المتحدة، متطلبات محددة للإبلاغ عن الآثار الضائرة المتعلقة باللقاحات، في حين أن دولًا أخرى مثل أستراليا وفرنسا والمملكة المتحدة تدرج اللقاحات في إطار متطلباتها العامة للإبلاغ عن الإصابات المرتبطة بالعلاجات الطبية. يُذكر أن بعض البلدان تملك برامج لتعويض الإصابات التي يُزعم أنها نجمت عن التطعيم.